# هورهیل (نیوهمپشایر)
هورهیل، نیوهمپشایر (به انگلیسی: Haverhill, New Hampshire) یک شهرک در ایالات متحده آمریکا است که در شهرستان گرافتن، نیوهمپشایر واقع شده‌است.

## خصوصیات
هورهیل ۱۳۵٫۰ کیلومترمربع مساحت و ۴٬۶۹۷ نفر جمعیت دارد و ۱۹۵ متر بالاتر از سطح دریا واقع شده‌است.

## نگارخانه

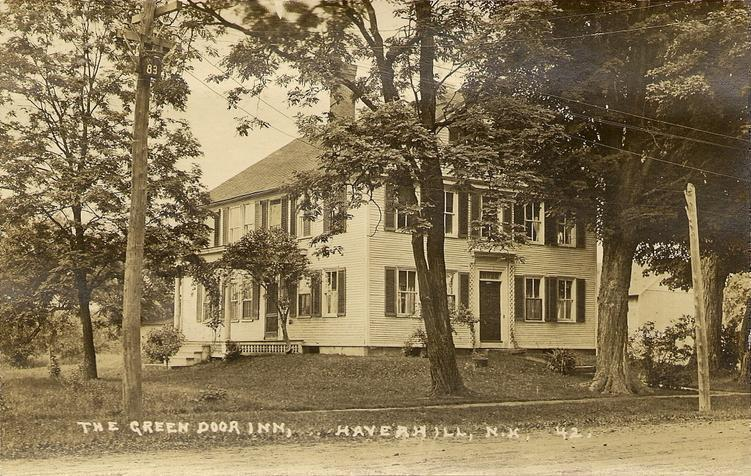
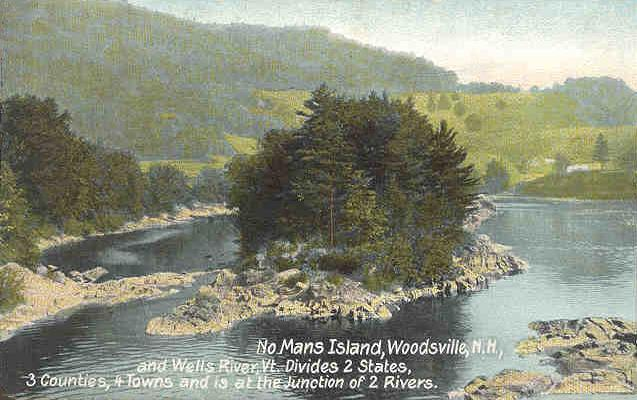
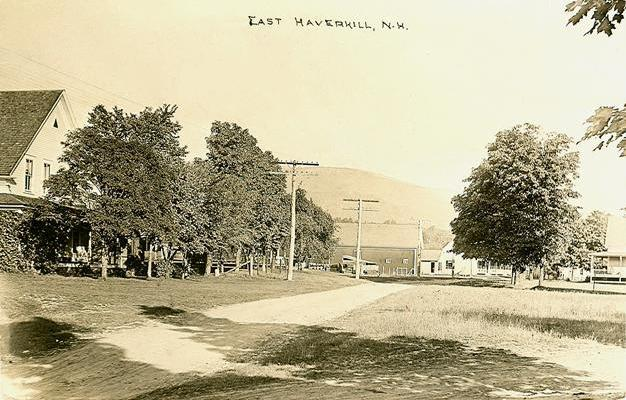
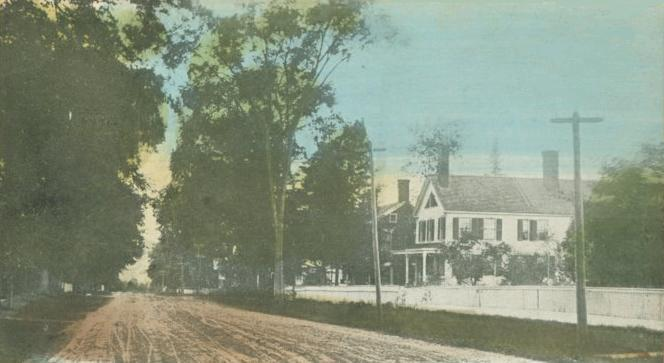